# Karakterinflation
Karakterinflation er tendensen når der bliver tildelt højere karakterer for opgaver, der ville have fået lavere karakterer tidligere. Det er oftest nævnt i sammenhæng med uddannelsessystemerne i USA og Storbritannien. Det er dog også senere blevet nævnt som et problem i Danmark, hvor der i medierne flere gange er blevet nævnt eksempler på en stigning i antallet af 12-taller givet til enkelte elever.
Mange forskellige årsager kan nævnes som årsag til at karakterinflation opstår. Lærere kan føle sig presset til at give højere karakterer af frygt for elevernes eller forældrenes klager, eller for at hjælpe dem med at have karaktererne til at komme ind på en specifik uddannelse med et højt gennemsnit som adgangskrav. I de fleste tilfælde viser karakterinflation sig som en stigning i andelen der tildeles høje karakterer, og et tilsvarende fald i andelen der tildeles lave karakterer. I er USA er A-karakterer på højere uddannelser gået fra 15% til 45% siden 1950 frem til i dag.